# CDKN3
El inhibidor 3 de quinasa dependiente de ciclina (CDKN3) es una enzima codificada en humanos por el gen cdkn3.
La proteína CDKN3 pertenece a la familia de proteínas fosfatasas duales específicas. Fue identificado inicialmente como un inhibidor de quinasa dependiente de ciclina y ha demostrado interaccionar y defosforilar a Cdk2, por lo que impide la activación de esta quinasa. Este gen se ha encontrado delecionado, mutado o hiper-expresado en diversos tipos de cáncer.

## Interacciones
La proteína Cdk2 ha demostrado ser capaz de interaccionar con:
- Cdk2[4][5][6]
- Cdk1[5][1]
- MS4A3[7]